# Maria Lucia Rosenberg
Maria Lucia Heiberg Rosenberg (født 9. februar 1984) er en dansk sangerinde og stemmeskuespillerinde. Hun blev landskendt, da hun vandt en pladekontrakt med EMI i TV 2-programmet Popstars i 2003. Debutsinglen "Taking Back My Heart" (2004) lå otte uger i træk på førstepladsen af hitlisten. Albummet, That’s Just Me, solgte 22.000 eksemplarer.
Hun har senere skabt sig en karriere inden for teaterbranchen blandt andet med hovedroller i Skønheden og udyret på Det Ny Teater, Aladdin på Fredericia Teater (senere genopført på Operaen i København) og West Side Story på Gasværket. Den 8. maj 2011 modtog hun Reumertprisen som årets sanger for sin rolle som Elphaba i Wicked på Det Ny Teater.
Hun deltog i programmet Vild med dans i 2013, hvor hun dansede med Morten Kjeldgaard.
I 2013 lagde hun stemme til (snedronningen) Elsa i Disneys tegnefilm Frost og sang dermed også den danske version af den meget roste og omtalte titelsang "Let It Go" ("Lad det ske"). Maria Lucia blev blandt andet valgt, da hun i Wicked spillede Elphaba, der i Broadway-versionen spilles af Idina Menzel, som lægger stemme til Elsa i originalversionen af Frozen. I den tyske, hollandske og hebraiske version er der lavet samme gimmick, hvor skuespilleren bag Elphaba lægger stemme til Elsa.
I 2011 og 2014 afholdt DR en række koncerter rundt omkring i landet, hvor kendte sange fra Disneys klassikere blev fremført af DR UnderholdningsOrkestret og DR VokalEnsemblet, og hvor Maria Lucia medvirkede sammen med blandt andet Stig Rossen og Annette Heick.

## Film
- Maria i Tøser + Drengerøve fra 1998.

### Tegnefilm
| År   | Titel                          | Rolle    | Noter         |
| ---- | ------------------------------ | -------- | ------------- |
| 2008 | Klokkeblomst                   | Iridessa | Dansk version |
| 2013 | Frost                          | Elsa     | Dansk version |
| 2015 | Frostfeber                     | Elsa     | Dansk version |
| 2017 | Olafs Frost eventyr            | Elsa     | Dansk version |
| 2018 | Vilde Rolf smadrer internettet | Elsa     | Dansk version |
| 2019 | Frost 2                        | Elsa     | Dansk version |
| 2020 | Til Månen og Tilbage           | Chang'e  | Dansk version |

### Teater
| År        | Sted                         | Stykke                             | Rolle        |
| --------- | ---------------------------- | ---------------------------------- | ------------ |
| 2005      | Det Ny Teater                | Skønheden og udyret                | Belle        |
| 2006      | Gasværket                    | West Side Story                    | Maria        |
| 2007      |                              | Lyset over Skagen                  | Marie Krøyer |
| 2008      | Tivolis koncertsal           | Olsen Banden og den Russiske Juvel | Anastasia    |
| 2008      | Gladsaxe Ny Teater           | The Wild Party                     | Kate         |
| 2009      | Gasværket                    | Elsk mig i nat                     | Iben         |
| 2009      | Det Ny Teater                | Les Misérables                     | Eponine      |
| 2011      | Det Ny Teater                | Wicked                             | Elphaba      |
| 2011      | Folketeatret                 | Sugar – Ingen er fuldkommen        | Sugar Kane   |
| 2012      | Aarhus Teater                | Chess                              | Florence     |
| 2012      | Musikhuset Aarhus            | Elsk mig i nat                     | Iben         |
| 2012/2013 | Fredericia Teater og Operaen | Aladdin the Musical                | Jasmin       |
| 2013      | Forum Copenhagen             | Shrek - The Musical                | Fiona        |
| 2014      | Det Ny Teater                | Skønheden og udyret                | Belle        |
| 2015      | Det Ny Teater                | Sound of Music                     | Maria        |
| 2016-17   | Østre Gasværk Teater         | Jordens søjler                     | Aliena       |
| 2017      | Det Ny Teater                | Chicago                            | Roxie Hart   |
| 2017      | Det ny Teater                | Annie Get Your Gun                 | Annie        |
| 2021      | Det Ny Teater                | Waitress                           | Jenna        |

## Diskografi

### Album
- Chess highlights fra Aarhus Teater (2012)
- That’s Just Me (2004)

### Singler
- "Taking Back My Heart" (2004)